# Felix Karrer
Felix Karrer (* 11. März 1825 in Venedig; † 19. April 1903 in Wien) war ein österreichischer Geologe, der in Wien wesentliche Sammlungsgrundlagen für die technische Gesteinskunde schuf.

## Leben
Zunächst studierte Felix Karrer Rechtswissenschaften und arbeitete zwischen 1847 und 1857 als Beamter im k.k. Kriegsministerium. Aus Interesse wandte er sich jedoch geologischen Fragen zu.

Als Volontär am k.k. Hof-Mineralien-Cabinet wurde Karrer vom Kustosadjunkten Eduard Sueß, der 1857 in Wien erste paläontologische Vorlesungen hielt, stark beeinflusst. Durch Sueß’ Einfluss nahm er immer stärker an den geologischen Erkundungen im Umfeld von Wien Anteil. Er hatte in ihm einen außergewöhnlich vielseitig interessierten Lehrer, der schließlich die Leitfigur der geologischen Schule Wiens darstellte. Seit Beginn seiner geowissenschaftlichen Laufbahn befasste er sich mit den Foraminiferen in den Ablagerungen vom Wiener Becken, was ihm später große Anerkennung einbrachte.
Am 11. März 1877 überreichte Felix Karrer in Wien der Öffentlichkeit sein viel beachtetes publizistisches Werk Geologie der Kaiser Franz Josefs Hochquellen-Wasserleitung. Diese Arbeit genoss große Aufmerksamkeit, weil die ohnehin großartige ingenieurtechnische Leistung dieses leistungsfähigen Wasserzuleitungssystems für eine Großstadt im 19. Jahrhundert beispielgebend war. Als Geologe hatte er vor dem Bau der Wasserleitung umfangreiche Erschließungsarbeiten begleitet.
Vor dem Wissenschaftlichen Club Wiens hält Felix Karrer 1878 einen Vortrag mit dem Titel Ueber die untergegangene Thierwelt in den Baumaterialien Wiens. Obwohl von einem paläontologischen Standpunkt aus konzipiert, ist sein Auftritt als ein maßgeblicher Wendepunkt für die Sammlungs- und Forschungstätigkeit an Bau- und Dekorationsgesteinen im ehemaligen Österreich-Ungarn zu betrachten.

Zunächst trug er mit Hilfe zahlreicher Unterstützer Baugesteine aus der Stadt Wien zusammen. Danach erweiterte er das Sammlungsgebiet auf die Hauptstädte der österreichisch-ungarischen Kronländer und dem Königreich Ungarn. Um 1890 zählte die Sammlung etwa 7.000 Einzelmuster. Darunter befinden sich 2.000 Exemplare, die der Oesterreichische Ingenieur- und Architektenverein 1883 dem k.k. naturhistorischen Hofmuseum zur Unterstützung des Sammlungsprojektes überreichte. Diese Sammlung war bereits 1863 entstanden und wuchs nun ständig. Als ein weiterer Meilenstein für diese Kollektion gilt sein am 22. Februar 1886 im Wissenschaftlichen Club von Wien gehaltener Vortrag mit dem Titel Die Monumentalbauten in Wien und ihre Baumaterialien. Sie erfuhr daraufhin eine erhebliche öffentliche Aufmerksamkeit und weitere Unterstützung.

Katalog der Baugesteinssammlung

Im Jahr 1891 veröffentlichte das k.k. naturhistorische Hofmuseum (heute Naturhistorisches Museum Wien) für seine Besucher einen ersten Spezialkatalog über einen Teil seiner Sammlungen, den Führer durch die Baumaterial-Sammlung des k.k. naturhistorischen Hofmuseums. In seinem Vorwort wurde das ungewöhnliche Werk Karrers durch den Direktor der mineralogischen Abteilung am k.k. naturhistorischen Hofmuseum, Aristides Brezina, gewürdigt. Karrer zeichnete in den Ausführungen dieses Führers für alle weiteren Texte selbst verantwortlich. Er gilt heute als Begründer dieser weltweit bedeutenden Bau- und Dekorationsgesteinssammlung.
Die Verdienste von Felix Karrer um die Popularisierung und Systematisierung von Bau- und Dekorationsgesteinen finden heute ihre Fortsetzung in den vielfältigen kulturgeologischen Forschungen und können als maßgeblich initiierender Beitrag betrachtet werden.

## Werke
- Geologie der Kaiser Franz Josefs Hochquellen-Wasserleitung: Eine Studie in den Tertiär-Bildungen am Westrande des Alpinen Theiles der Niederung von Wien. Abhandlungen der k.k. geologischen Reichs-Anstalt, Bd. IX, Wien, 1877 (Digitalisat).
- Der Boden der Hauptstädte Europas. Geologische Studie. Wien (Alfred Hölder) 1881 (Digitalisat).
- Führer durch die Baumaterial-Sammlung des k.k. naturhistorischen Hofmuseums in Wien. 2 Teile, Wien (R. Lechner) 1892 (Digitalisat).